# Herman Ponsteen
Herman Ponsteen (n. 27 martie 1953, Hellendoorn, Overijssel, Țările de Jos) este un ciclist olandez, medaliat olimpic. A participat la 2 ediții ale Jocurilor Olimpice (1972, 1976) în care a câștigat o medalie de argint.